# Lisbeth Valgreen
Lisbeth Valgreen (* 1978) ist eine dänische Eskimologin und Schriftstellerin.

## Leben
Lisbeth Valgreen stammt aus Brønshøj. Sie studierte bis 2004 Eskimologie an der Universität Kopenhagen, die sie als cand. mag. verließ. Sie ist mit dem grönländischen Künstler Nuka K. Godtfredsen (* 1970) verheiratet. Gemeinsam schufen sie mehrere Kinderbücher um Andala, sowie die vierbändige Graphic Novel zur Frühgeschichte Grönlands, wobei Nuka K. Godtfredsen für die Illustration und Lisbeth Valgreen für Handlung und Recherche zuständig war. Daneben arbeitete sie bisher als Archivchefin im Arktisk Institut, als Kulturmitarbeiterin und Aufsichtsratsmitglied in Det Grønlandske Hus und als Sekretariatschefin für Det Grønlandske Selskab.

## Werke (Monografien)
- 2004: En analyse af de sprogpolitiske problemstillinger i det postkoloniale Grønland (1979–2003) (PDF)
- 2006: Lille Andala og hans venner / Andalaaraq ikinngutaalu (mit Nuka K. Godtfredsen)
- 2009: Avataq takornariallu – Avataq som guide (mit Nuka K. Godtfredsen)
- 2009: De første skridt (mit Nuka K. Godtfredsen)
- 2011: Lille Andala på banen igen / Andalaaraq uteqqippoq (mit Nuka K. Godtfredsen)
- 2012: Hermelinen / Ukaliatsiaq (mit Nuka K. Godtfredsen)
- 2013: Hvordan kamelen fik sine to pukler (mit Nuka K. Godtfredsen)
- 2015: Gaven / Tunissut / The Gift (mit Nuka K. Godtfredsen)
- 2018: Arret / Qileroq / The Scar (mit Nuka K. Godtfredsen)
- 2018: Højt at pippe... (mit Nuka K. Godtfredsen)
- 2020: Qimmeq (Redakteurin)
- 2020: The Fox (Redakteurin)
- 2021: Ukaleq juullimullu assiliaaraq / Ukaleq og julekortet